# Джон Меєр
Джон Клейтон Меєр (Меєр; англ. John Clayton Mayer, 16 жовтня 1977, Бриджпорт, штат Коннектикут, США) — американський автор-пісняр і виконавець, гітарист і клавішник, музичний продюсер, записав три мультиплатинових альбоми «Room for Squares», «Heavier Things» і «Continuum», володар семи премій «Греммі».

## Родина
Джон Клейтон Меєр народився в сім'ї Маргарет і Річарда Меєр 16 жовтня 1977 в Бріджпорті (штат Коннектикут). Він — середня дитина серед двох своїх братів, Бена і Карла. Його мати, Маргарет, викладала англійську мову, батько, Річард, був директором школи. По батьківській лінії Меєр — єврей. Джон виріс у містечку Ферфілд, де його близьким другом був Джеймс Блейк, майбутня зірка великого тенісу.

## Кар'єра
У школі брав уроки гри на скрипці і кларнеті. Коли Джону виповнилося 13, батько взяв для нього гітару на прокат і Меєр почав брати уроки у місцевого власника музичного магазину. Сусід подарував Джону касету Стіві Рей Вона, з якою і почалася його любов до блюзу. Бажання грати на гітарі виникло у нього після перегляду фільму «Назад в майбутнє», «коли Майкл Дж. Фокс грав» Johnny Be Goode ". Я думаю після цього, я визначився з грою на гітарі».
Згодом, Джон почав слухати Стінга, «The Police», Джиммі Хендрікса, але найбільше Стіві Рей Вона, який став його ідолом і найбільшим натхненником в грі на гітарі.
У 16 років Джон почав виступати в клубах. У більш старшому віці він став учасником групи «Villanova Junction», разом з Тімом Прокачіні, Джо Белезней і Річем Уолф, але не затримався в ній надовго.
У 19 років Джон Меєр поступив в музичний коледж Berklee в Бостоні. Однак, під тиском свого однокурсника Клея Кука, через рік Джон кинув навчання і переїхав разом з Куком в Атланту, штат Джорджія. Там вони вдвох створили групу «LoFi Masters» і виступали в місцевих клубах. Через розбіжності у виборі музичного стилю, Меєр пішов з групи і почав сольну кар'єру. Джон випустив свій перший альбом в 1999, названий «Inside Wants Out», а рік потому, виходить його диск-прорив, «Room for Squares», з хітом, які мають сенсаційний успіх «No Such Thing» (текст якого фактично вилився з бесіди з матір'ю!).
У 2000 році Джон підписує контракт з Columbia Records і в 2001 році випускає другу версію «Inside Wants Out» з бонус-треком «3x5».
У 2003 році Джон виграв свою першу премію Греммі «Найкращий чоловічий поп-вокал», за «Your Body is a Wonderland». Він також випустив свій перший концертний DVD в тому році, «Any Given Thursday». Влітку 2004 року Джон брав участь у фестивалі «Crossroads Guitar Festival» Еріка Клептона, де він грав разом з самими великими гітаристами нашого часу. Він дійсно став одним з них. Джон гастролював в Північній Америці, Азії і Європі протягом трьох повних років. На початку 2005 Джон виграв вже дві премії Греммі, («Найкращий чоловічий поп-вокал», і «Пісня Року» за «Daughters»), які викликали сльози гордості на очах його прихильників.
Зараз Джон Меєр — один з найбільш шанованих гітаристів нашого часу, як серед початківців, так і серед заслужених артистів.
У 2013 році випустив альбом «Paradise Valley», високо оцінений критиками.

## Інша діяльність
З 1 червня 2004 року, в Esquire, Меєр почав вести особисту програму, «Музичні Уроки з Джоном Меєром». У кожному номері новий урок, а також (гумористичні) обговорення особистого та суспільного характеру. У журналі в серпні 2005 року він запросив читачів створювати музику для лірики, яку він написав. Переможцем був Тім Фаган з Лос-Анджелеса.
Меєр активний користувач інтернету, і вів у різний час чотири блогу: сторінка MySpace, блог на його офіційному сайті, інший в Honeyee.com, один в tumblr.com, так само як фотоблог в StunningNikon.com. Він — один з найбільш відвідуваних людей на своєму блозі в Twitter, 3 мільйони користувачів в січні 2010 року. (13 вересня 2010 року блог припинив своє існування. На момент закриття число його читачів склало 3,7 млн чоловік)
Хоча його блоги найчастіше мають справу з пов'язаними з кар'єрою питаннями, вони також містять жарти, відео, фотографії, його обговорення, і його особисті дії. Він відомий листом блогів самостійно, а не через публіциста.
У середині 2000-х, комедійні шоу стали своєрідним хобі Меєра. Він з'являвся в знаменитому Comedy Cellar в Нью-Йорку.

## Телебачення
У 2004 році Меєр взяв участь у півгодинної комедії, в телешоу VH1. Це серіал з різними витівками з концертів. 14 січня 2009 року американська CBS оголосила, що вони вели переговори з Меєром для його участі в шоу-вар'єте. В інтерв'ю Rolling Stone 22 січня 2010 Меєр року це підтвердив.
Джон Меєр часто з'являється на ток-шоу та інших телевізійних програмах. Його можна бачити в Chappelle's Show comedy skit, Late Night with David Letterman і на заключному епізоді Late Night with Conan O'Brien.
Так само Джон Меєр взяв участь в епізоді 1 сезону 7 кримінального серіалу CSI: Місце злочину, де виконав дві композиції.

## Особисте життя
Серед подружок Джона Меєра в різний час були Дженніфер Лав Хюїтт, Джессіка Сімпсон, Мінка Келлі, Дженніфер Еністон, Тейлор Свіфт. Незважаючи на чутки, Меєр ніколи не був у близьких стосунках з Хайді Клум. Зустрічався з Кеті Перрі по 2014 рік.

## Альбоми
- 2001 — Room for Squares
- 2003 — Heavier Things
- 2006 — Continuum
- 2009 — Battle Studies
- 2012 — Born and Raised
- 2013 — Paradise Valley
- 2017 — The Search for Everything
- 2021 — Sob Rock

1. ↑  CONOR.Sl